# Vetagrande
Vetagrande är en kommun i Mexiko.   Den ligger i delstaten Zacatecas, i den centrala delen av landet, 500 km nordväst om huvudstaden Mexico City. Antalet invånare är 8 358. Arean är 142 kvadratkilometer.
Terrängen i Vetagrande är platt åt nordost, men åt sydväst är den kuperad.
Följande samhällen finns i Vetagrande:
- El Lampotal
- Santa Rita
- San José de la Era
- El Llano de las Vírgenes
- Las Norias
- Guadalupito
- Cata de Juanes